# Савченко Анатолій Петрович
Анатолій Петрович Савченко (3 лютого 1937, село Михайлівка, тепер Михайлівського району Запорізької області — 27 січня 1995, місто Київ) — український радянський партійний діяч, секретар ЦК КПУ. Кандидат у члени ЦК КПУ в 1981—1990 роках. Член ЦК КПУ в 1990—1991 роках. Член Політбюро ЦК КПУ і секретар ЦК КПУ у червні 1990 — серпні 1991 року. Депутат Верховної Ради УРСР 11-го скликання (з 1987 року). Народний депутат України 1-го скликання. Член Центральної контрольної комісії КПРС у 1990—1991 роках. Доктор економічних наук, член-кореспондент Академії наук України.

## Біографія
Народився в родині робітника.
У 1959 році закінчив гірничий факультет Харківського інженерно-економічного факультету.
У 1959—1960 роках — нормувальник, старший нормувальник Кличкінського рудника Нерчинського рудоуправління Читинської області РРФСР. У 1960—1961 роках — секретар комітету ВЛКСМ, інженер відділу організації праці Нерчинського рудоуправління Читинської області РРФСР.
У 1961—1962 роках — інженер, керівник економічної групи, начальник нормативно-дослідної станції тресту «Горлівкавугілля» Донецької області.
У 1962—1966 роках — старший науковий співробітник відділення економіки промисловості Донецького раднаргоспу.
Член КПРС з 1963 року.
У 1966—1975 роках — вчений секретар, завідувач сектору економічного моделювання, завідувач відділу проблем управління виробництвом Інституту економіки промисловості Академії наук УРСР в місті Донецьку.
17 жовтня 1975 — 1979 року — завідувач відділу торговельно-фінансових органів Донецького обласного комітету КПУ.
У 1979—1987 роках — заступник, 1-й заступник завідувача відділу важкої промисловості ЦК КПУ.
У 1987—1990 роках — завідувач економічного (соціально-економічного) відділу ЦК КПУ.
У червні 1990 — серпні 1991 року — секретар ЦК КПУ.
З 1994 року — головний науковий співробітник Інституту економіки НАН України.

## Нагороди
- орден Трудового Червоного Прапора
- орден Дружби народів
- лауреат Державної премії УРСР у галузі науки і техніки (1985)
- медалі